# Santa María del Campo
Santa María del Campo es una villa y municipio español de la provincia de Burgos, en la comunidad autónoma de Castilla y León. Pertenece a la Comarca del Arlanza, región occidental de la provincia de Burgos comprendida entre las comarcas del Odra-Pisuerga, Alfoz de Burgos, Ribera del Duero, Sierra de la Demanda y el Cerrato, en la provincia de Palencia. Pertenece al partido judicial de Lerma y a la mancomunidad del Bajo Arlanza. Se encuentra en la zona básica de salud (ZBS) de Pampliega.

## Geografía
Integrado en la comarca del Arlanza, Santa María del Campo se emplaza en el espacio geográfico comprendido entre los valles del río Arlanzón y río Arlanza. La villa se erige en una colina rodeada de tierras de cultivo, emplazada en las proximidades del arroyo Madre. El municipio ocupa un área de 60,32 km², limitando al norte con Palazuelos de Muñó, al oeste con Villaverde-Mogina, al sur con Torrepadre y al este con Mahamud. Los pueblos más cercanos a Santa María del Campo son: Mahamud (3,1 km), Ciadoncha (4,5 km), Belbimbre (6,4 km), Barrio de Muñó (6,6 km), Palazuelos de Muñó (7,8 km), Pampliega (8,5 km), Presencio (8,9 km), Villaverde-Mogina (9,3 km), Olmillos de Muñó (11 km), Villazopeque (12 km), Torrepadre (12 km) y Valles de Palenzuela (13 km). 
Santa María del Campo se sitúa a 36 km de la capital provincial, Burgos.
| Noroeste: Belbimbre            | Norte: Palazuelos de Muñó                        | Noreste: Ciadoncha |
| Oeste: Villaverde-Mogina       | Municipios que limitan con Santa María del Campo | Este: Mahamud      |
| Suroeste: Valles de Palenzuela | Sur: Torrepadre                                  | Sureste: Villahoz  |

### Núcleos de población
Santa María es la capital del municipio, que cuenta además con la localidad de Escuderos, situada 6 km al sur.

## Historia

### Edad Antigua
La colina sobre la que hoy se erige Santa María del Campo pudo ser campo de cereal desde tiempos de los Vacceos y Arévacos. Las tierras comprendidas entre el Valle del Arlanza y del Arlanzón fueron testigos de las guerras celtíberas y de las incursiones de los romanos hacia núcleos de resistencia celtíbera. Las tierras que hoy ocupa Santa María del Campo permanecieron en la órbita del castro arévaco de Pallantia (Palenzuela), núcleo de población emplazado en el vértice que une el Arlanzón con el Arlanza. Con la llegada de la Pax Romana, los cauces del Arlanzón y el Arlanza se convirtieron en calzadas romanas por donde circulaban caravanas y cuadrigas, pero el espacio que hoy ocupa Santa María del Campo permaneció deshabitado. 
Tras la caída del Imperio Romano y la conquista de Hispania por los visigodos, las tierras flanqueadas por el Arlanza y el Arlanzón continuaron despobladas. Fue durante la invasión musulmana y la posterior división de la península ibérica en dos zonas antagónicas cuando este territorio apareció en los libros de historia.

### Edad Media
Santa María del Campo aparece en la Alta Edad Media bajo el nombre de Campo. La villa nace en los albores del siglo XI, durante la expansión de los repobladores cristianos hacia el Duero. Las primeras referencias a esta villa aparecen en el Becerro Galicano, cartulario monástico elaborado en el Monasterio de San Millán de la Cogolla a finales del siglo XII. Este cartulario de la abadía riojana contiene más de 700 documentos del periodo comprendido entre 759 y 1194, constituyendo una fuente indispensable para conocer la evolución del condado de Castilla y del Reino de Pamplona. 
En uno de estos documentos, elaborado por el scriptorium del Monasterio de San Millán de la Cogolla en abril de 1078, figuraban como donaciones a dicho monasterio algunas de las posesiones que el noble Garcia Fortuniones y su hermana Estrocia tenían en Cibtatonga (Ciadoncha) y Campo (nostro solare et divisa = nuestros solares con las correspondientes partes de la herencia).

In Molina, nostro solare et divisa. In Campo, nostros solares et divisas. In Ciptatonga, nostras porciones.
CCXXVII. Becerro Galicano, 1195. [doc. 469]

El cartulario del Monasterio de San Millán de la Cogolla contiene otra referencia a la villa de Campo en un documento de 1086. Esta escritura versa sobre las donaciones a San Millán por parte del monje Fernando, quien había fundado la iglesia de Santa Cruz de Rivarredonda Archivado el 4 de marzo de 2016 en Wayback Machine. y había obsequiado a la abadía riojana con varias de sus posesiones, entre las que se encontraban propiedades en la villa de Campo (solares et tres divise, et hereditates de comparacione et de gananctia = solares y tres partes de la herencia adquirida por compra o ganancia).

In Campo villa, solares et tres divise, et hereditates de co[m]paracione et de ganantia, cum ingressu et regressu, tam in montibus quam in fontibus, in pratis, in pascuis, cum omni pertinentia sua.
MCXXIIII. Becerro Galicano, 1195. [doc. 427]

A finales del siglo XI la villa pasó a nombrarse con la denominación actual, Santa María del Campo. El cambio de nombre pudo derivar de la advocación parroquial de los vecinos de Campo hacia la Virgen María. Esta nueva denominación también indica que pudo existir un acuerdo concejil entre los pobladores de la villa que planteó la modificación del nombre del lugar. Las primeras referencias a esta denominación definitiva figuran en el fuero de Palenzuela, conjunto de privilegios otorgados por el rey Alfonso VI de León en el que se describen los límites físicos del Alfoz de Palenzuela. La villa también apareció con esta nueva denominación en el Cartulario del Infantado de Covarrubias.
En un documento elaborado el 12 de febrero de 1269 se expresa que don Gil, prior de la Colegiata de Covarrubias, de acuerdo con el cabildo, recibe de Juan Martin una viña ubicada en las proximidades de la calle Alveriza, en Santa María del Campo, a cambio de un solar en el casco urbano.

Don Gil, prior, y el cabildo de Covarrubias reciben de Juan Martin, yerno de don Juannes del Chico, una viña, sita cerca de la carrera de Alberiza, en Santa María del Campo, á cambio de un solar en este pueblo ante la puerta de don Pero el do Pero Cebrian e de dona Maioro, mugier que fué de don Appariçio el Campeyo.
Cartulario del Infantado de Covarrubias. 12 de febrero de 1269

La referencia a Santa María del Campo vuelve a aparecer en un documento expresado en el Cartulario del Infantado de Covarrubias en agosto de 1311. En este escrito se alude a la cesión de las propiedades que el cabildo de la Colegiata de Covarrubias poseía en Santa María del Campo a Domingo Pérez a cambio de 10 maravedís y una viña.

El cabildo de Covarrubias cede á Domingo Pérez, hijo de doña Urraca de Santa María del Campo cuanto le pertenecía en este pueblo á cambio de 10 mrs. y una viña llamada «del hospital de allende el rio» que antes había sido de dicho cabildo.
Cartulario del Infantado de Covarrubias. 5 de agosto de 1311.

Este documento portaba un sello circular de cera con la inscripción S. Concilii Sancte Marie de Campo (Sello del Concejo de Santa María del Campo), acompañado por una ilustración de la Virgen María sentada en un trono, con una flor de lis en la mano derecha, el Niño Jesús a la izquierda y un escudo en el pecho. El Sello de esta carta del Cartulario del Infantado de Covarrubias revela la existencia de un Concejo en la villa Santa María del Campo que desarrolló su actividad desde los siglos XII y XIII.
Durante los siglos XIV y XV Santa María del Campo experimentó una relativa prosperidad, consolidándose como uno de los principales núcleos económicos de la comarca. La villa también protagonizó grandes cambios en el plano sociopolítico, consagrándose como una de las principales Behetrías de Castilla. A través de esta institución medieval los campesinos libres de una villa solicitaban la protección de un magnate laico, con el objetivo de conservar sus pequeñas propiedades y explotaciones agrícolas. Los hombres adscritos a la behetría eran libres de nacimiento y gozaban de plenos derechos civiles. Ningún hidalgo podía pernoctar ni tener posesiones en la villa, circunstancia que evidencia la escasa cantidad de escudos nobiliarios que existen en Santa María del Campo.
Durante el reinado de Pedro I de Castilla se realizó el Becerro de las Behetrías de Castilla, libro manuscrito que contenía un inventario de las behetrías existentes en la Corona de Castilla. Santa María del Campo aparece en el Libro Becerro como behetría a cargo del señor don Martin Gil. Estos datos sobre la administración de la villa medieval manifiestan que la behetría de Santa María del Campo era una de las que más contribuía en el régimen fiscal de las Behetrías de Castilla durante el siglo XIV.

Santa María del canpo. Este logar es behetria e an por diuiseros a don nurio e don pedro et el conde don enrrique... Et esta agora el logar por don martin gil fijo de don juan alfonso. Derechos del rey: Dan cada ario al rey de martinega con carta de pago e derechos quinientos e dos mrs. Dan al rey servicios e monedas. Derechos del señor: Dan todo el conzejo al señor por infurcion quarenta cargas de pan las treynta cargas de ceuada e las diez cargas de trigo e que gelo deuan cada ario. Dan a cada diuisero cada ario por el sant juan seys mrs...
Becerro de las Behetrías de Castilla

A principios del siglo XV, durante el reinado de Juan II de Castilla, la comarca del curso bajo del Arlanza fue testigo de las luchas de poder llevadas a cabo por la nobleza terrateniente castellana. El Almirante de Castilla, Fadrique Enríquez, quien ejercía su soberanía en villas castellanas como Palenzuela, instigó un alzamiento en contra del poder real y llevó a cabo una política de hostigamiento hacia otras villas de la Comarca del Arlanza y del Cerrato palentino. El rey Juan II de Castilla, aconsejado por el Condestable Álvaro de Luna, determinó ir a sofocar la rebelión de Palenzuela en 1451. En su camino hacia Palenzuela durante el invierno de 1451, el séquito del rey se alojó en la villa de Santa María del Campo. El asedio de la villa de Palenzuela duró hasta el 15 de enero de 1452, cuando el lugarteniente del Almirante Don Fadrique Enríquez, Fernando Temiño, rindió la plaza de la villa al Rey. Las tropas reales, guiadas por los capitanes Pedro de Acuña, Galindo y Barahona, contaron en esta empresa bélica con el apoyo de la Hermandad de Santa María del Campo y la Hermandad de los Balbases.

### Edad Moderna
Durante el siglo XVI Santa María del Campo alcanzó el cénit de su prosperidad, basada en la agricultura y la ganadería. Esta prosperidad económica quedó reflejada en la iglesia de Nuestra Señora de la Asunción, fábrica que fue enriquecida con las obras de algunos de los maestros castellanos más importantes de la época como Pedro Berruguete, Felipe Vigarny o Diego de Siloé.
A principios del siglo XVI la villa de Santa María del Campo se convirtió en Corte temporal de la Corona de Castilla. La reina Juana I de Castilla, quien llamaba cariñosamente a Santa María del Campo Behetría de mi Real corona en un documento de 1513, visitó la villa en varias ocasiones atraída por el encanto de este enclave de la Comarca del Arlanza. El Cronista oficial de Felipe I de Castilla, Antoine de Lalaing, miembro de la corte flamenca que acompañó a Felipe y a su esposa Juana I de Castilla durante sus viajes por España, nombró a Santa María del Campo en sus documentos como ciudad pequeña, evidenciando la notable posición que ocupaba la villa en los primeros años del siglo XVI. En su crónica se narra la visita que los futuros Reyes de Castilla realizaron a Santa María del Campo el 23 de febrero de 1502, durante su viaje hacia Toledo.

El miércoles Monseñor y Madama (Don Felipe y Doña Juana), acompañados del Duque de Alburquerque, del Comendador Mayor, del Conde de Mirada y de otros muchos nobles, partieron de Burgos, haciendo ir juntos a los españoles, y juntas a sus gentes. Y cuando hubieron cabalgado seis leguas, el día de San Matías llegaron a Santa María del Campo, ciudad pequeña.
Antoine de Lalaing: Voyage de Philippe le Beau en Espagne. 1502

La última vez que la reina Juana I de Castilla acudió a la villa fue en septiembre de 1507. Esta visita tuvo lugar un año después de la muerte de Felipe I de Castilla, quien había fallecido el 25 de septiembre de 1506 en la ciudad de Burgos. La comitiva de la Reina, que viajaba por los campos castellanos con el catafalco de Felipe El Hermoso rumbo a Granada, permaneció durante todo el mes en la villa.

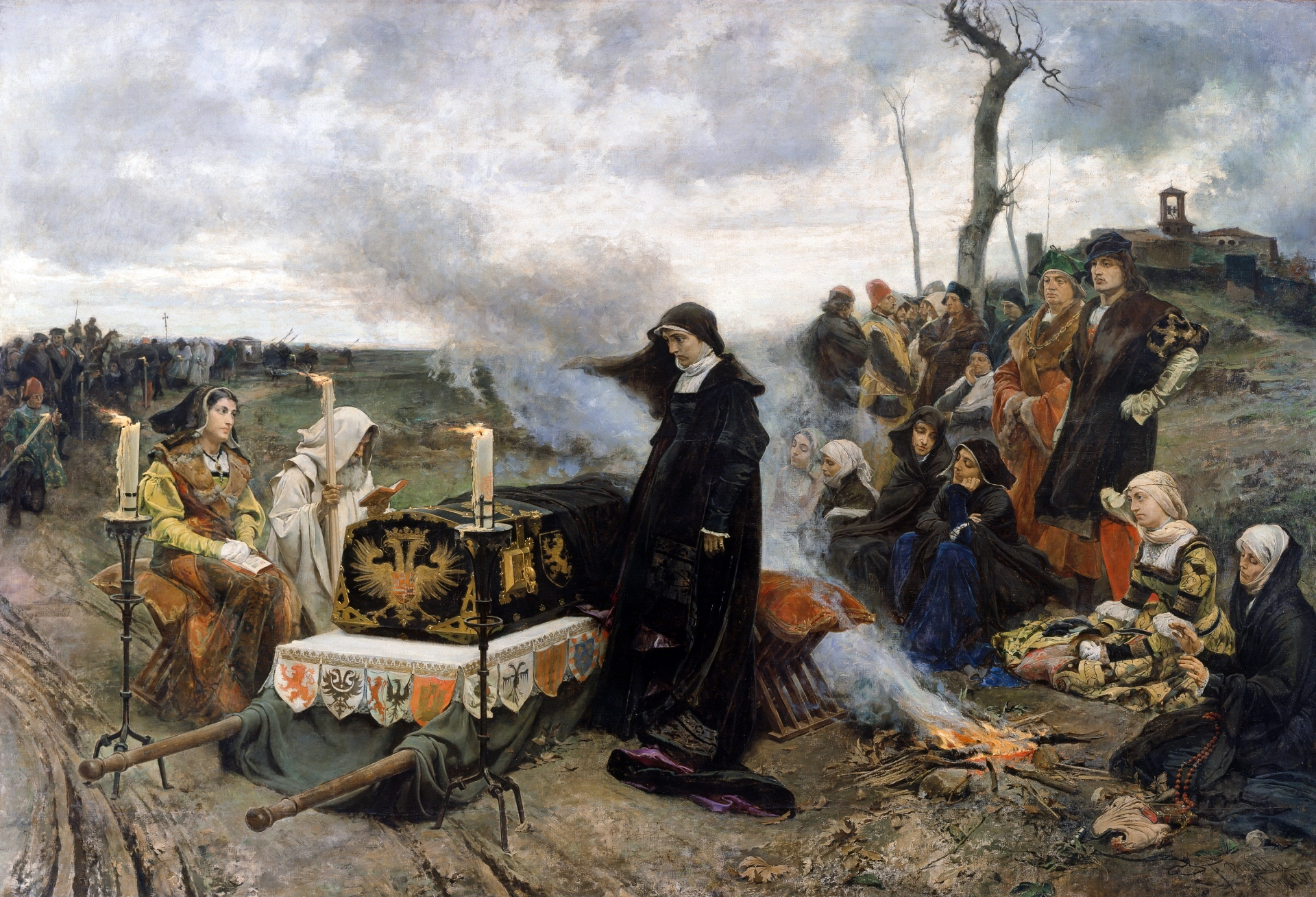
Juana la Loca.

El 4 de septiembre de 1507 la Corte temporal de la Corona de Castilla recibió la visita del rey Fernando El Católico. El Rey Fernando II de Aragón, viudo tras la muerte de la reina Isabel I de Castilla en 1504, viajó a Santa María del Campo para visitar a su hija Juana e imponer el capelo cardenalicio a Francisco Jiménez de Cisneros. La Casa del Cordón de Santa María del Campo, palacio de la familia Barahona, ejerció como sede temporal de la Corte Real, hospedando en su interior a la Reina Juana I de Castilla y al Rey Fernando el Católico. La ceremonia de imposición del capelo cardenalicio de Cisneros fue rechazada por la Reina Juana, quien permanecía guardando el luto por la muerte de su marido. La negativa de la reina Juana I de Castilla a la celebración de aquel acto determinó que la ceremonia se celebrara en la vecina localidad de Mahamud.
Santa María del Campo padeció el dolor de la Reina Juana I de Castilla y el luto por la pérdida del Rey Felipe I de Castilla. En la iglesia de Nuestra Señora de la Asunción se celebraron las exequias fúnebres del difunto durante el 25 de septiembre de 1507, con motivo del aniversario de la muerte de Felipe El Hermoso. A finales de septiembre, Juana I de Castilla y su padre, el rey Fernando II de Aragón, abandonaron la villa y pusieron rumbo a la ciudad de Burgos.
En 1607 la villa de Santa María del Campo fue vendida por el rey Felipe III al Duque de Lerma, Don Francisco de Rojas y Sandoval, quien gozaba de grandes privilegios dada su posición de valido del rey. En marzo de 1608 tuvo lugar la visita oficial del Duque de Lerma a sus nuevas posesiones, en las que mandó labrar su escudo de armas en las puertas de la muralla (Arco de la Fuente, Arco de la Vega y Arco de la Costana). El valido del rey Felipe III fue recibido en la villa con rechazo y desprecio, circunstancia que se entiende por el espíritu libre y democrático que había consolidado en Santa María del Campo su posición como Cabeza de las Behetrías de Castilla. En 1616, Don Francisco de Rojas y Sandoval obtuvo el privilegio del Rey para nombrar oficiales en sus señoríos, provocando el descontento de los habitantes de Santa María del Campo. Tras la muerte del Duque de Lerma en 1625 la villa recuperó sus fueros y privilegios. Los habitantes de Santa María del Campo decidieron borrar la huella que el Duque de Lerma había dejado en la villa procediendo a la destrucción de los escudos de armas colocados sobre los arcos.

### Edad Contemporánea
Durante los siglos XVIII y XIX, siglos de decadencia en general, apenas se tiene constancia de hechos significativos en Santa María del Campo. Sin embargo, la villa aún contaba con una importancia considerable, según las palabras que Pascual Madoz dedicó a la villa en 1848 en su obra Diccionario Geográfico-Estadístico-Histórico de España y sus posesiones de Ultramar. Santa María del Campo contaba a mediados del siglo XIX con 991 habitantes, 300 casas, cuatro ermitas (ermita de la Ascensión, ermita de la Vera Cruz, ermita de San Miguel, ermita de Nuestra Señora de la Toba) y una iglesia parroquial, dedicada a Nuestra Señora de la Asunción. En las proximidades de Santa María del Campo se localizaban los despoblados de Negrillos, Torremoronta y Escuderos.

Se compone de 300 casas de bastante buena construcción, y de una plaza: tiene casa consistorial, una cátedra de latinidad, dos escuelas de primeras letras la una para niños, y la otra de niñas, un hospital para socorrer a los pobres de solemnidad que se hallan enfermos, cuatro obras pías para dotar huérfanas, iglesia parroquial dedicada a Nuestra Señora de la Asunción y cuatro ermitas de culto público: la de la Ascensión, Veracruz, San Miguel y Nuestra Señora de la Toba.
Pascual Madoz. Diccionario Geográfico-Estadístico-Histórico. T.5. p.367

## Demografía
Santa María del Campo cuenta con una población de 523 habitantes (INE 2024).
| Gráfica de evolución demográfica de Santa María del Campo entre 1842 y 2021                                           |
| |
| Población de derecho según los censos de población del INE. Población de hecho según los censos de población del INE. |

| 1848 | 1900 | 1950 | 1991 | 1996 | 2001 | 2004 | 2010 | 2011 | 2012 | 2013 | 2014 | 2015 | 2016 | 2017 | 2018 | 2019 | 2020 |
| ---- | ---- | ---- | ---- | ---- | ---- | ---- | ---- | ---- | ---- | ---- | ---- | ---- | ---- | ---- | ---- | ---- | ---- |
| 991  | 1262 | 1506 | 749  | 730  | 710  | 693  | 652  | 629  | 633  | 627  | 618  | 595  | 584  | 517  | 537  | 527  | 517  |

Evolución demográfica de Santa María del Campo desde 1900

## Símbolos
El escudo heráldico que representa al municipio de Santa María del Campo fue aprobado oficialmente el 26 de mayo de 2000, durante la legislatura de Dositeo Martín Santamaría.
En el boletín oficial de la Junta de Castilla y León se describe el escudo municipal como:

«Escudo cortado,1.º en campo de oro una banda de sable. 2.º en campo de gules una muralla de oro, manzonada de sable y terrasada de sinople, con tres torreones, cada uno de ellos con una puerta de sable. Escudo timbrado con una corona real de oro tal como figura en el dibujo número 5 de la memoria.»
Boletín Oficial de Castilla y León nº 186. 25 de septiembre de 2000

## Patrimonio histórico

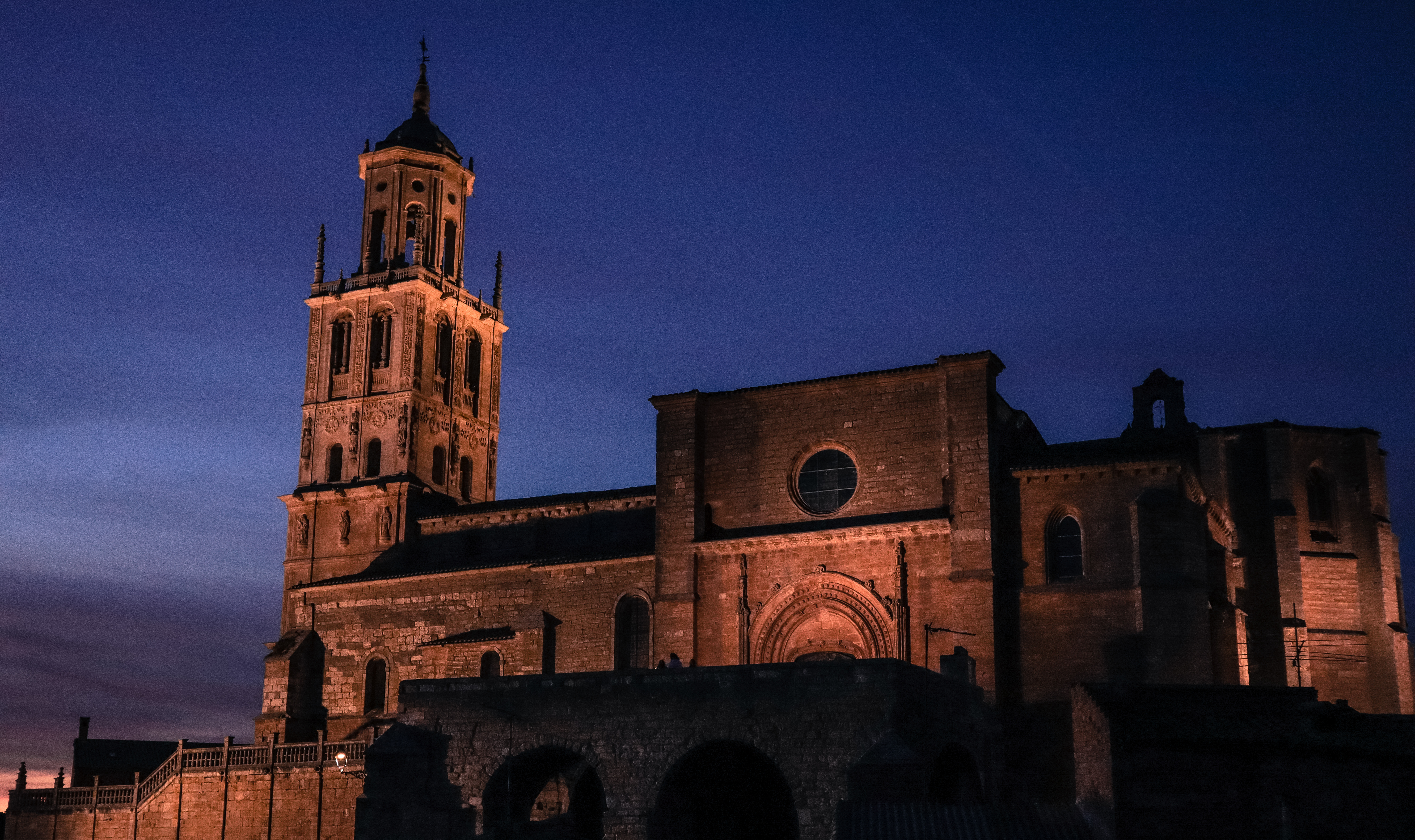
Vista sur de la iglesia de Nuestra Señora de la Asunción

### Iglesia de Nuestra Señora de la Asunción
En lo alto de la villa se erige la Iglesia de Nuestra Señora de la Asunción, rematada con su monumental torre renacentista. La colegiata fue considerada la perla de la diócesis por el Arzobispo de Burgos Fernando de la Puente y Primo de Rivera, y su torre, conocida popularmente como la Buena Moza, es reconocida por el historiador y arquitecto Chueca Goitia como la torre más bella y monumental de todo el Renacimiento Español.[cita requerida]
La primera fase constructiva del templo data de la primera mitad del siglo XIII. Corresponde con los tramos ubicados a los pies de las naves. En la construcción inicial se siguieron los modelos clásicos del gótico burgalés: tres naves cubiertas con bóvedas de crucería, planta de cruz latina, nave central más ancha que las laterales, portada a los pies del templo. Durante el siglo XVI, al comenzarse las obras de la torre renacentista en 1527, la portada tardorománica se trasladó a la capilla del Santo Cristo, ubicada en la nave izquierda de la iglesia (nave del lado del Evangelio).
La segunda fase constructiva del templo data del siglo XV. Entre los años 1420 y 1427 se añade en el lado norte del templo el claustro procesional, sobre los terrenos de la plaza. En la segunda mitad del siglo XV se amplió la iglesia hacia la cabecera y hacia los laterales. Se construyó un ábside poligonal y doble crucero. Mientras que el primer crucero (próximo a los pies de la nave) fue destinado a la liturgia y rematado con amplios y luminosos ventanales, el segundo crucero fue concebido y ejecutado para enterramientos, por lo que su luminosidad fue inferior. La portada norte del crucero, realizada a principios del siglo XVI, evidencia ciertas influencias artísticas de Simón de Colonia. Uno de los principales mecenas del templo tardogótico de Santa María del Campo fue Don Francisco de Barahona, fallecido en 1516. A su muerte se erigió un suntuoso sepulcro en su memoria a los pies de la escalera del presbiterio.
La tercera fase constructiva de la Iglesia de Nuestra Señora de la Asunción corresponde con la edificación de la monumental torre plateresca, obra de la que se conoce abundante información. Su construcción fue iniciada por Diego de Siloé en 1527 y continuada por su discípulo Juan de Salas.
La colegiata contiene una importante colección de obras de arte que incluyen tablas de Pedro Berruguete, importantes custodia y cruz procesional góticas, tapices flamencos del siglo XVI, púlpito gótico mudéjar y sillería del coro gótica flamígera de la escuela del Coro de los Padres de la Cartuja de Miraflores.

### Casa del Cordón
La conocida como Casa del Cordón, ubicada a media distancia entre la iglesia parroquial y el Arco de la Vega, recibe su nombre por el cordón franciscano que adorna su fachada. Los restos de la fachada y los medallones que hoy se conservan formaron parte del palacio de la familia Barahona, edificado en el siglo XVI. La Casa del Cordón fue sede de la Corte Real castellana durante la estancia del rey Fernando el Católico y su hija, Juana I de Castilla, en 1507. 

### Ermitas
Ermita de la Veracruz
Esta ermita, ubicada en la proximidad del cementerio municipal, se encuentra en la actualidad en buen estado de conservación. Mantiene una estructura rectangular y luce un sencillo artesonado. En su interior se conserva la imagen de una Virgen gótica.
Ermita de San Miguel

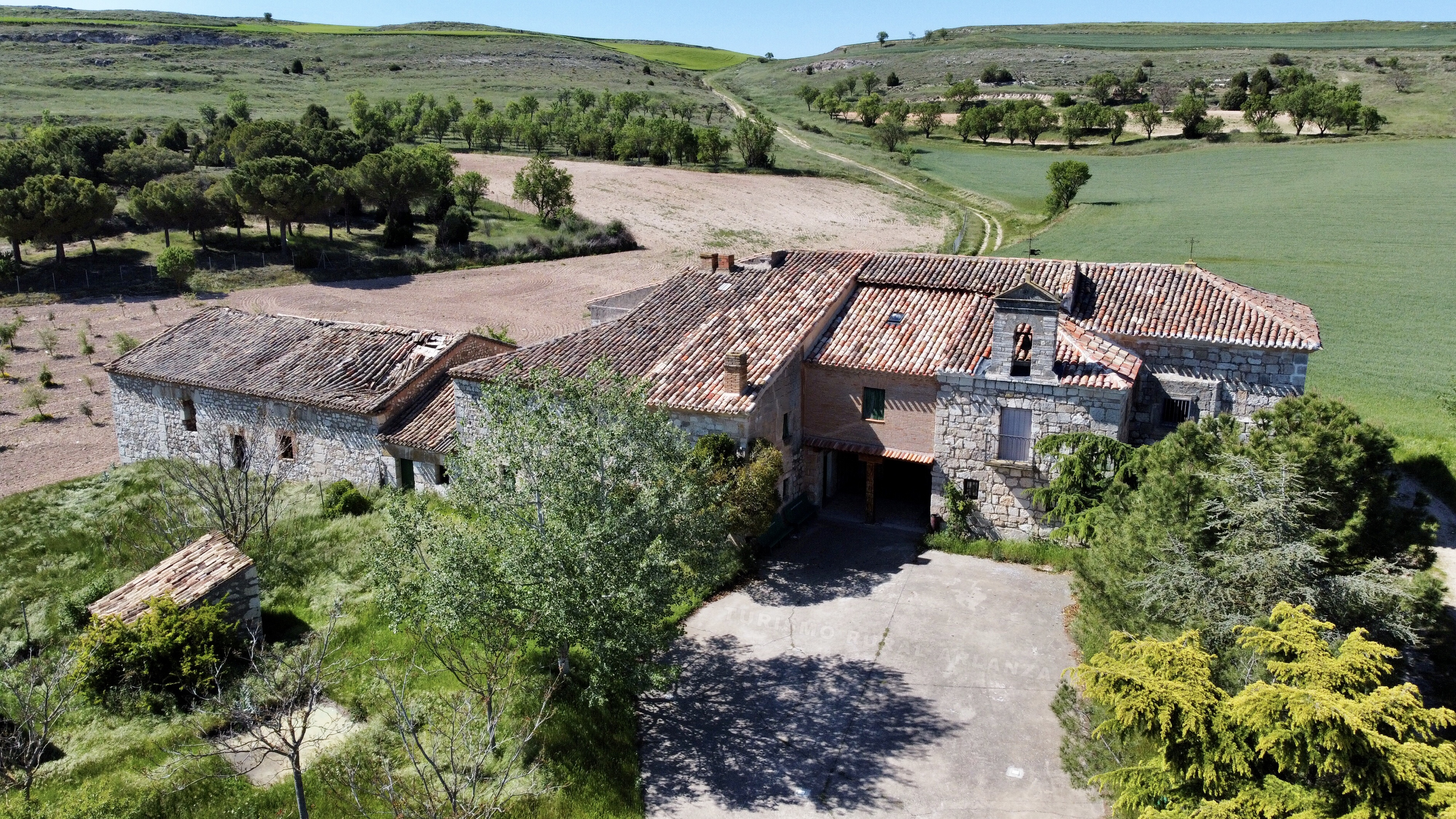
Ermita Ntra. Sra. de Escuderos.

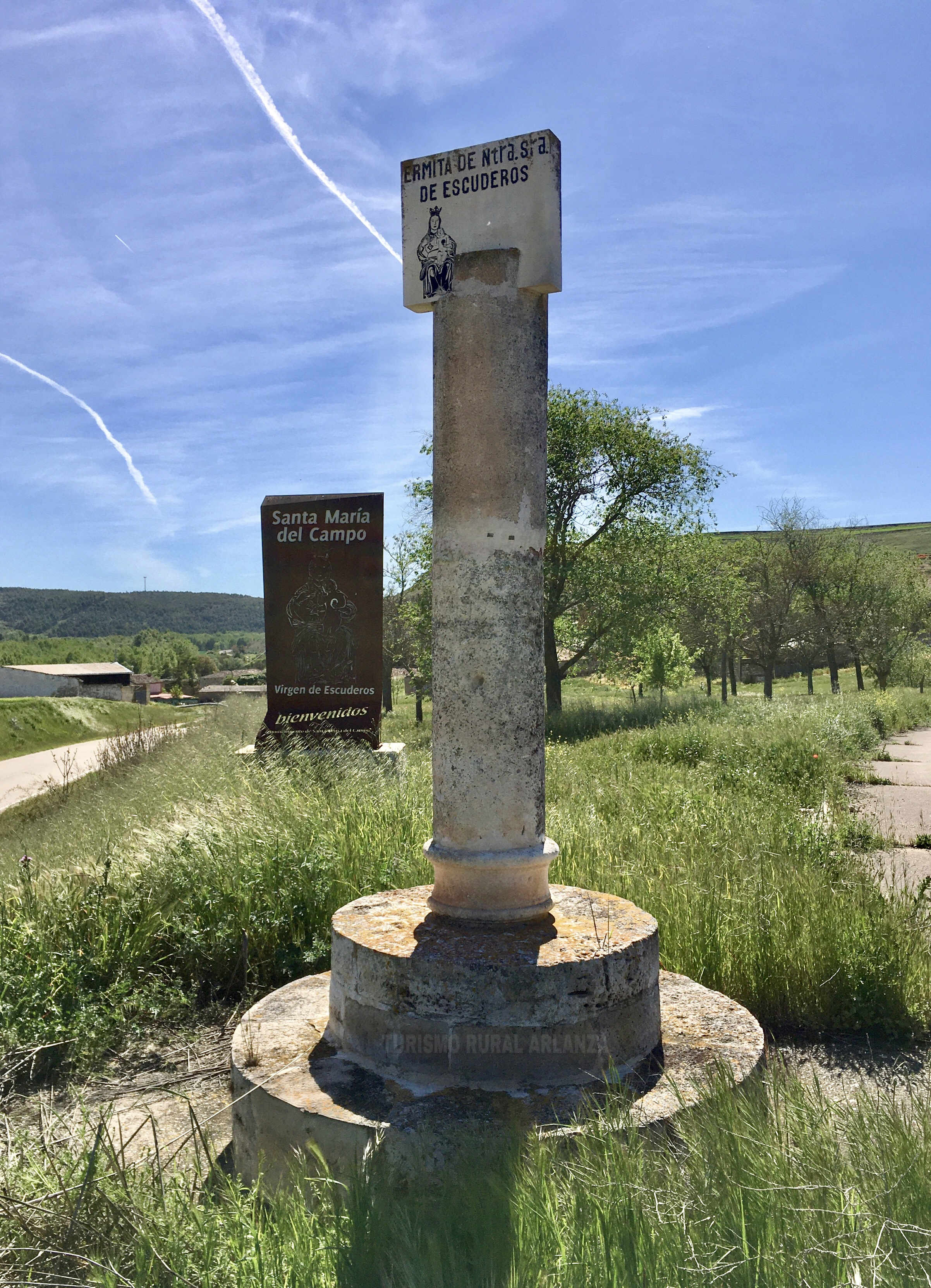
Ermita Ntra. Sra. de Escuderos.

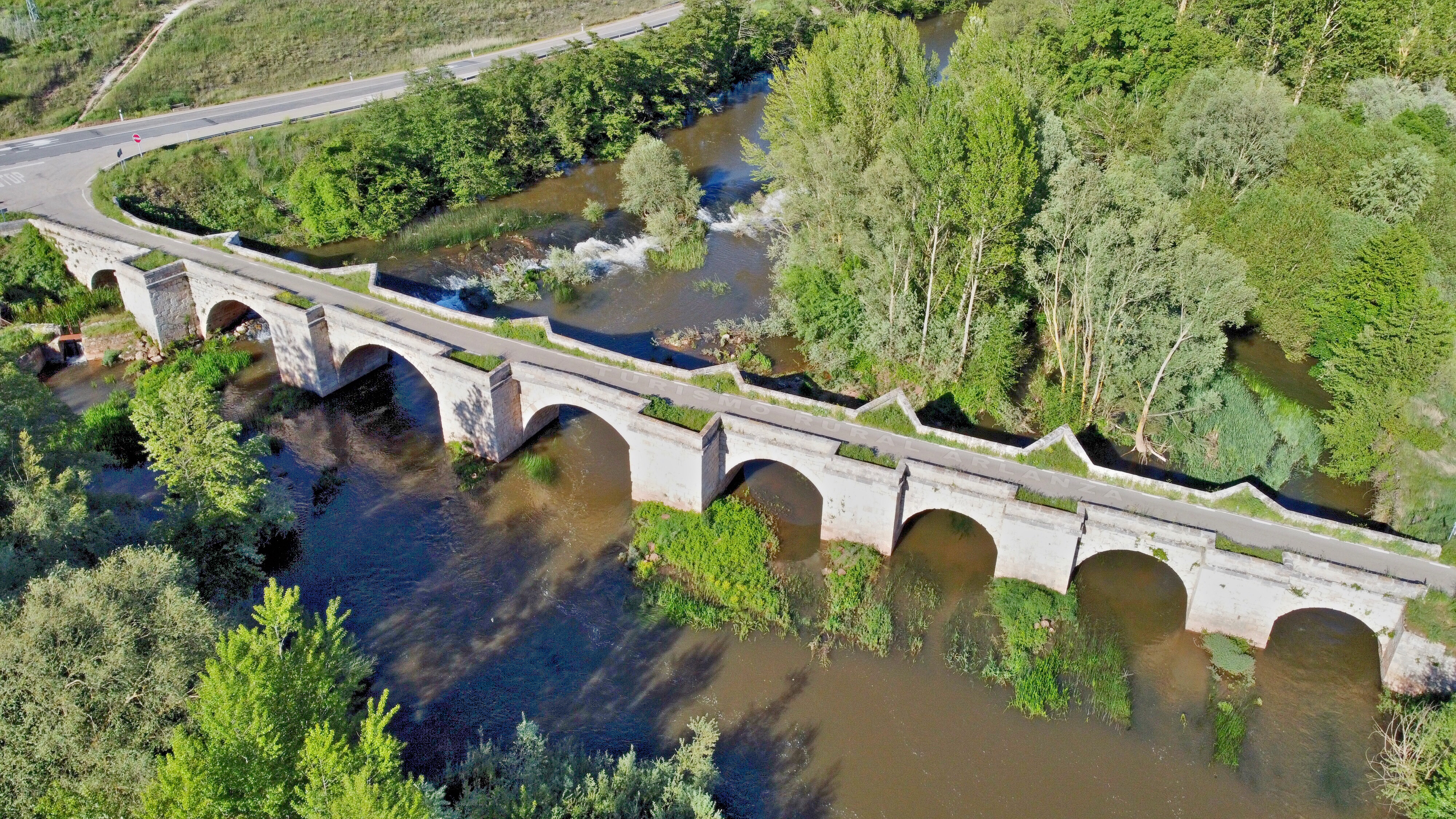
Puente Río Arlanza Escuderos.

Esta ermita se localiza en el sudoeste de la villa, entre los arcos de la Fuente y Costana.
Ermita de Nuestra Señora de la Toba
Los restos de esta ermita no han perdurado hasta la actualidad. La ermita de Nuestra Señora de la Toba estuvo situada junto al Arco de la Costana, hasta que fue destruida en un incendio en 1930. La imagen de la Virgen de la Toba fue trasladada a la iglesia de Nuestra Señora tras este suceso. En el archivo parroquial de Santa María del Campo se conservan las actas sobre ciertos milagros de Nuestra Señora de la Toba.
Ermita de la Virgen de Escuderos
Esta ermita se localiza en la población de Escuderos, en la ribera del río Arlanza. La ermita actual se construyó hacia 1720, y en ella se guarda la imagen de Nuestra Señora de Escuderos. El culto a esta Virgen pudo existir desde mucho antes, en 1518, cuando aparece el testamento de la señora de Torremoronta, doña María de Herrera.
Ermita de la Ascensión
Los restos de esta ermita no han perdurado hasta la actualidad.
Ermita de San Antón
Los restos de esta ermita no han perdurado hasta la actualidad. Junto a este templo se erigió un hospital para pobres.
Ermita de San Pedro
Los restos de esta ermita no han perdurado hasta la actualidad. Se ubicaba en las proximidades de la entrada del portillo.
Fuera de la villa se encontraban otras ermitas como la de San Sebastián (camino de Montecarros), la ermita de San Turce (en la subida de San Turce), la ermita de Santa Lucía (en el límite entre Belbimbre y Villaverde-Mogina), la ermita de San Zadornil (en el camino de Negrillos), la ermita de San Pantaleón (en el camino de Torremoronta) y la ermita de Santa Juliana (en la zona de Santillana).

### Arcos y muralla
La muralla de Santa María del Campo, elaborada mediante mampostería y tapial, rodeaba toda la villa y tenía forma rectangular.

Esta villa estuvo cercada por una débil muralla de piedra, en su mayor parte, y algunos trozos de tapial, no habiendo fuera de su recinto una sola vivienda..... No quedan más restos de la muralla que el lienzo de un torreón adosado a una casa en las cercas de la Costana y otro en las cercas de la Fuente, que sirve de pajar...
D. Primitivo Arroyo, Notas históricas y descriptiva de la Iglesia y del Municipio, 1954

El perímetro de la muralla puede reconstruirse en la actualidad gracias a la conservación de los tres arcos principales y a la disposición de estos en el trazado urbano de la villa. Estas tres sólidas puertas que franqueaban la muralla, conocidas como Arco de la Vega, Arco de la Fuente y Arco de la Costana, fueron construidas durante el siglo XV con las técnicas de mampostería y sillarejo. Los arcos de medio punto, rematados con almenas y matacanes, presentan en sus fachadas diferentes escudos de armas ilegibles en la actualidad. Los escudos evidencian destrozos elaborados intencionadamente, por lo que pudieron ser los propios habitantes de Santa María del Campo quienes destrozasen estos símbolos de las puertas de la villa.
Las funciones de estos arcos eran principalmente administrativas, orientados a vigilar el tránsito de personas y mercancías, aunque también ejercieron como Archivo de las Behetrías de Castilla y como cárcel.
Arco de la Fuente
Se encuentra en el nordeste de la villa, en dirección al camino que discurre hasta Burgos. Este arco se encontraba en el punto más cercano a Burgos, próximo a la calzada que discurría por Mahamud desde la sierra de la Demanda, zona de tránsito de grandes rebaños de ovejas durante la trashumancia. El Arco de la Fuente tiene una superficie de 6 metros de ancho y sus muros cuentan con dos metros de grosor. Esta entrada fortificada desempeñó la función de prisión de la villa.
Arco de la Vega o de Negrillos
Se encuentra en el sudoeste de la villa, en dirección al camino real que trascurría hasta Madrid. Fue el arco más importante, ya que en él se encontraba la oficina y el archivo de las Behetrías de Castilla. El Arco de la Vega tiene una superficie de 10 metros de ancho y sus muros cuentan con dos metros de grosor, siendo el arco de mayores dimensiones de la villa. El 4 de septiembre de 1507, el rey Fernando El Católico accedió a la villa por dicho arco, proveniente de Tortoles de Esgueva, para llevar a cabo la ceremonia de imposición del capelo cardenalicio a Fray Francisco Jiménez de Cisneros. Esa misma noche accedió a la villa por el mismo lugar el cortejo fúnebre de la viuda Juana I de Castilla, con el cuerpo sin vida de su esposo Felipe I de Castilla.
Arco de la Costana
Se encuentra en el oeste de la villa, en dirección al camino real que trascurría hasta Valladolid. El Arco de la Costana tiene una superficie de 6 metros de ancho y sus muros cuentan con dos metros de grosor. En las proximidades de este arco aún se conserva un trozo del lienzo de la muralla y restos de un torreón, adosado a una casa en la actualidad.

## Cultura

### Fiestas
- Asunción de Nuestra Señora: 15 de agosto.
- Pascua de Resurrección y Octava del Corpus Christi.

Al final de la Semana Santa tiene lugar la procesión de las Albricias o del Encuentro, donde la figura de Nuestra Señora de la Asunción se reúne con la del Niño Jesús en las proximidades de la ermita de la Veracruz. Tras la procesión, los habitantes bailan las tradicionales danzas y acuden a la plaza para degustar las famosas rosquillas de Pascua.
- Romería de Nuestra Señora de Escuderos: fin de semana más cercano al día de las Mercedes (aprox. 24 de septiembre). Fieles de los pueblos cercanos se reúnen en torno a Santa María del Campo y acuden en romería a la ermita de la Virgen de Escuderos, situada a 6 km de la villa.
- Quintos: 19 de marzo.